# ألبرت فيكتور دوق كلارنس وأفوندال
الأمير ألبرت فيكتور دوق كلارنس وأفوندال (بالإنجليزية: Albert Victor of Wales)‏ (اسمه الكامل:ألبرت فيكتور كريستيان إدوارد، 8 يناير 1864 - 14 يناير 1892) كان الابن البكر لألبرت إدوارد أمير ويلز (الذي أصبح لاحقًا الملك إدوارد السابع) وحفيد الملكة فيكتوريا وكان الثاني في خط الخلافة على العرش البريطاني، ولكن لم يصبح ملكًا وتوفي قبل والده وجدته الملكة.

## عن حياته
ولد الأمير ألبرت فيكتور على 8 يناير 1864، بيت فروغمور، وندسور، بيركشاير وكان الابن البكر للألبرت إدوارد أمير ويلز (الذي أصبح لاحقًا الملك إدوارد السابع) وحفيد الملكة فيكتوريا وكان الثاني في خط الخلافة على العرش البريطاني، ولكن لم يصبح ملكاً اذ توفي قبل والده وجدته الملكة.

## وفاته
توفي الأمير ألبرت فيكتور في 14 يناير 1892 في ساندرينجهام البيت، نورفولك عن عمر يناهز 28 سنة.

## روابط خارجية
- ألبرت فيكتور دوق كلارنس وأفوندال على موقع IMDb (الإنجليزية)